# Friedenskirche (Saalfelden)

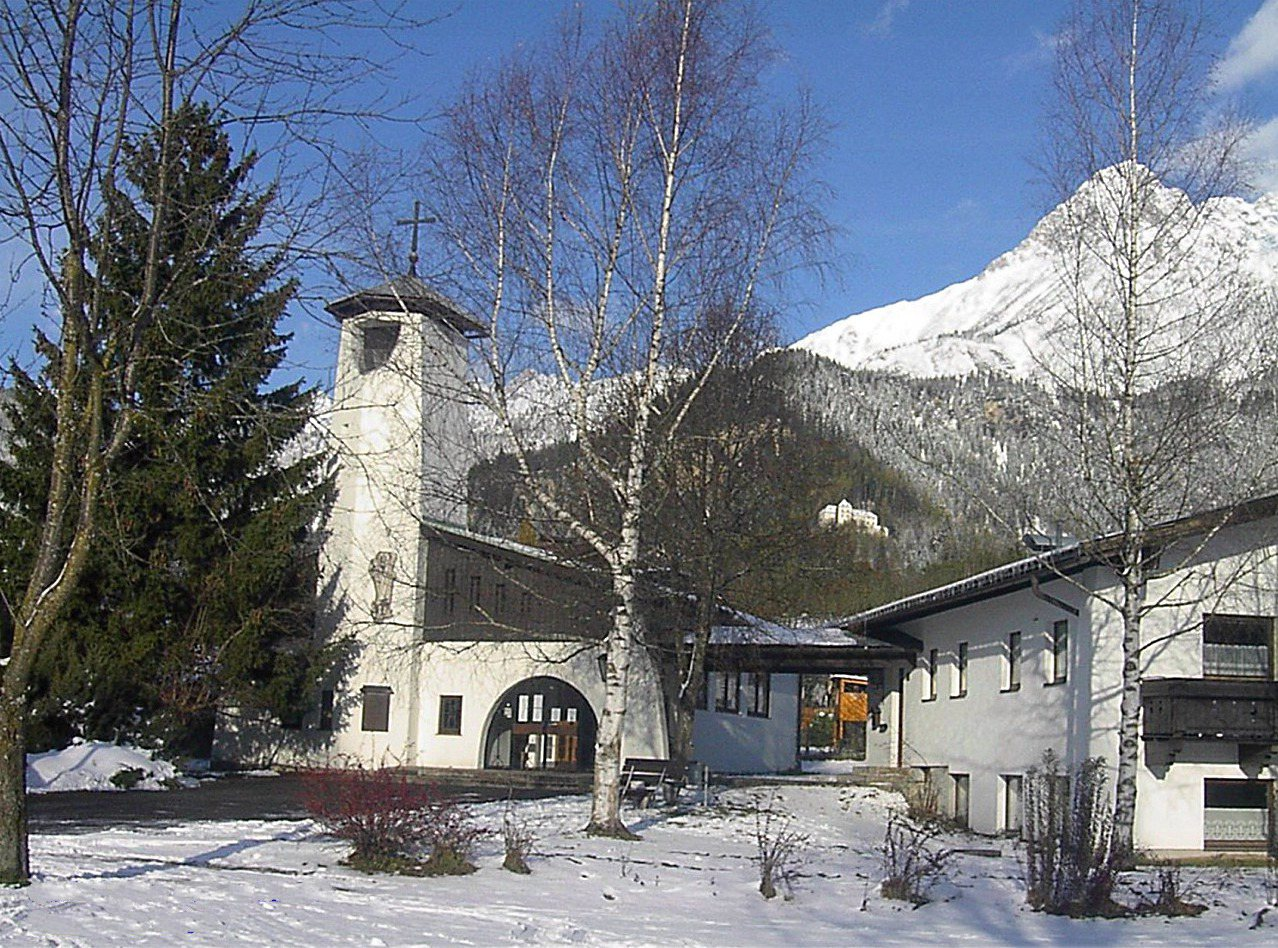
Friedenskirche in Saalfelden am Steinernen Meer

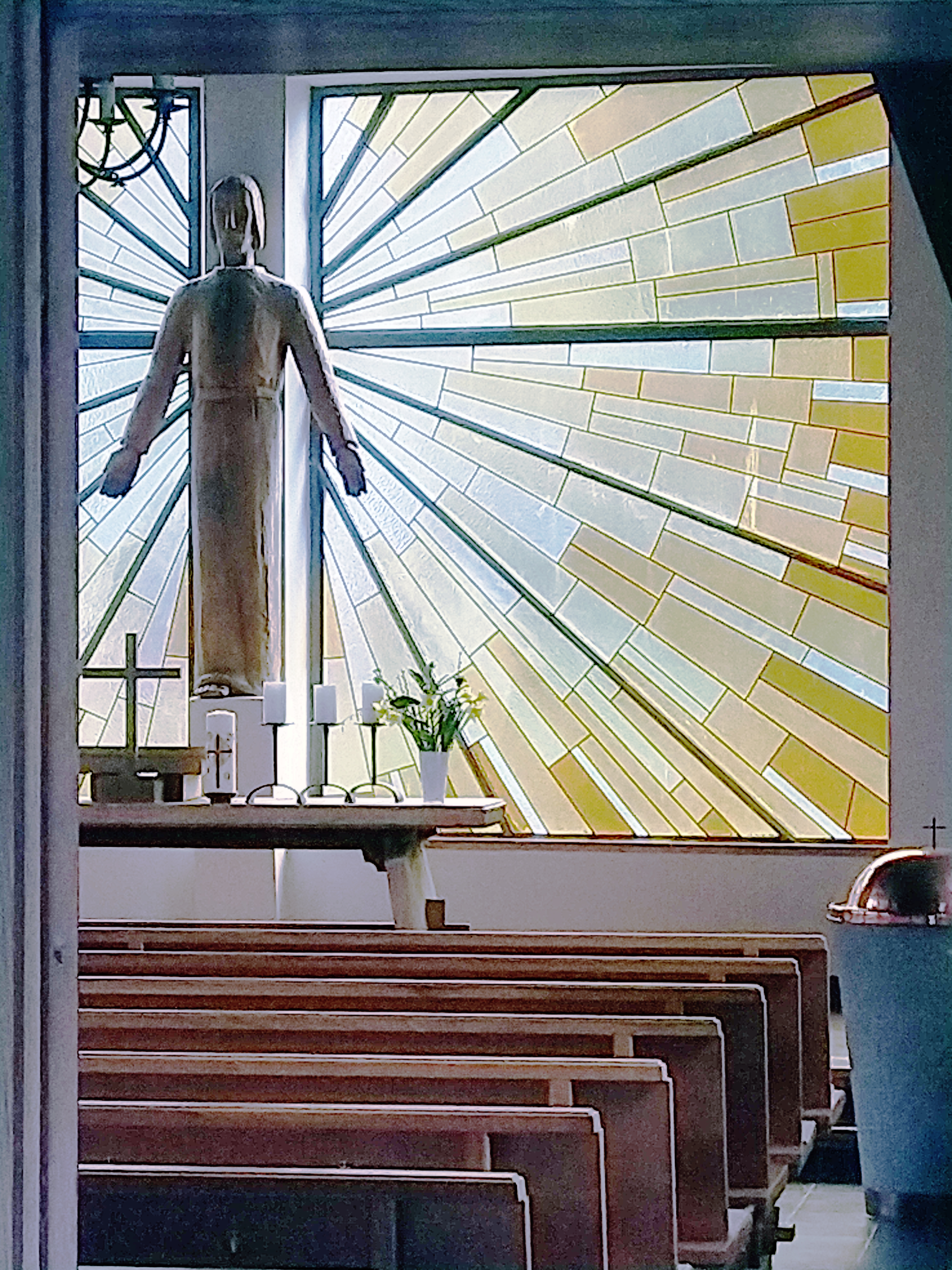
Christusfigur als Licht der Welt (Altar)

Die Friedenskirche ist die evangelisch-lutherische Pfarrkirche von Saalfelden am Steinernen Meer im österreichischen Bundesland Salzburg. Sie gehört der Evangelischen Superintendentur A. B. Salzburg und Tirol an.

## Geschichte
Seit der Reformation hatte im Raum Saalfelden eine protestantische Gemeinde bestanden, deren Anhänger 1731/32 aufgrund des fürsterzbischöflichen Salzburger Emigrationspatents zur Auswanderung, vor allem nach Ostpreußen, veranlasst wurden. Erst aufgrund der Flüchtlingsbewegungen am Ende des Zweiten Weltkriegs kam es zu einem verstärkten Zuzug von Protestanten in der Region.
Die Saalfeldener Friedenskirche wurde 1968 als Tochtergemeinde der Auferstehungskirche in Zell am See gegründet, 1993 wurde sie zur eigenständigen Pfarre erhoben. Die Grundsteinlegung des vom Architekten Lutz Möbius entworfenen Kirchenbaus erfolgte 1964, seine Einweihung am 15. Mai 1966, 1980 wurde seitlich der Pfarrhof mit Wohnung und Gemeinderäumen errichtet. Die asymmetrisch angelegte, von einem flachgeneigten Satteldach überdeckte Saalkirche mit symmetrischer Fassade wird von einem massiven Glockenturm beherrscht und dem parabolisch angelegten, von einem Strebepfeiler begleiteten Bogenportal im Sinne einer alpinen Bautradition bestimmt. Den Kirchenraum beherrscht die offene Holzkonstruktion des Dachaufbaus. In der Anordnung des um zwei Stufen erhöhten Altarraums mit seitlich positionierter Kanzel und Taufstein folgt die Anlage den Empfehlungen des Rummelsberger Programms von 1951.